# Link Gaetz
Link Gaetz (The Missing Link) (Kanada, Brit Columbia, Vancouver, 1968. október 2. –) profi jégkorongozó, aki a vad játékáról vált hírhedtté az National Hockey League-ben és az alsóbb ligákban. Összesen 65 mérkőzést játszott az NHL-ben, de 412 perc büntetést kapott. A Minnesota North Starsban és San Jose Sharksban játszott. Az 1988-as NHL-drafton a Minnesota North Stars választotta ki a második kör 40. helyén.
Roller hokit is játszott a Sacramento River Ratsben mely az RHI-ban szerepel. Itt az 1994-es szezonban mindössze 8 mérkőzést játszott amelyeken 1 gólt ütött, 3 asszisztot adott és 46 büntető percet kapott.

## Karrier statisztika
| 1986–1987                    | New Westminster Bruins           | WHL                          | 44  | 2  | 7  | 9  | 52  | —  | — | — | — | —   |
| 1987–1988                    | Spokane Chiefs                   | WHL                          | 59  | 9  | 20 | 29 | 313 | 10 | 2 | 2 | 4 | 70  |
| 1988–1989                    | Kalamazoo Wings                  | IHL                          | 37  | 3  | 4  | 7  | 192 | 5  | 0 | 0 | 0 | 56  |
| 1988–1989                    | Minnesota North Stars            | NHL                          | 12  | 0  | 2  | 2  | 53  | —  | — | — | — | —   |
| 1989–1990                    | Kalamazoo Wings                  | IHL                          | 61  | 5  | 16 | 21 | 318 | 9  | 2 | 2 | 4 | 59  |
| 1989–1990                    | Minnesota North Stars            | NHL                          | 5   | 0  | 0  | 0  | 33  | —  | — | — | — | —   |
| 1990–1991                    | Kansas City Blades               | IHL                          | 18  | 1  | 10 | 11 | 178 | —  | — | — | — | —   |
| 1990–1991                    | Kalamazoo Wings                  | IHL                          | 9   | 0  | 1  | 1  | 44  | —  | — | — | — | —   |
| 1991–1992                    | San Jose Sharks                  | NHL                          | 48  | 6  | 6  | 12 | 326 | —  | — | — | — | —   |
| 1992–1993                    | Nashville Knights                | ECHL                         | 3   | 1  | 0  | 1  | 10  | —  | — | — | — | —   |
| 1992–1993                    | Kansas City Blades               | IHL                          | 2   | 0  | 0  | 0  | 14  | —  | — | — | — | —   |
| 1993–1994                    | West Palm Beach Blaze            | SuHL                         | 6   | 0  | 3  | 3  | 15  | —  | — | — | — | —   |
| 1993–1994                    | Nashville Knights                | ECHL                         | 24  | 1  | 1  | 2  | 261 | —  | — | — | — | —   |
| 1993–1994                    | Cape Breton Oilers               | AHL                          | 21  | 0  | 1  | 1  | 140 | —  | — | — | — | —   |
| 1994–1995                    | San Antonio Iguanas              | CHL                          | 13  | 0  | 3  | 3  | 156 | —  | — | — | — | —   |
| 1995–1996                    | San Francisco Spiders            | IHL                          | 3   | 0  | 0  | 0  | 37  | —  | — | — | — | —   |
| 1996–1997                    | Madison Monsters                 | CoHL                         | 26  | 2  | 4  | 6  | 178 | —  | — | — | — | —   |
| 1997–1998                    | Anchorage Aces                   | WCHL                         | 11  | 0  | 1  | 1  | 130 | —  | — | — | — | —   |
| 1997–1998                    | Miramichi Leafs                  | NMSHL/AL-CUP                 | —   | —  | —  | —  | —   | 2  | 0 | 0 | 0 | 4   |
| 1998–1999                    | Toledo Storm                     | ECHL                         | 1   | 0  | 0  | 0  | 2   | —  | — | — | — | —   |
| 1999–2000                    | Eston Ramblers                   | SWGHL                        | 15  | 2  | 0  | 2  | 120 | —  | — | — | — | —   |
| 2001–2002                    | Rivière-du-Loup Promutuel        | LHSPQ                        | 35  | 0  | 2  | 2  | 224 | 5  | 1 | 2 | 3 | 50  |
| 2002–2003                    | Granby Predateurs                | LHSPQ                        | 20  | 0  | 0  | 0  | 148 | —  | — | — | — | —   |
| 2002–2003                    | Saguenay Paramédic               | LHSPQ                        | 15  | 2  | 1  | 3  | 104 | 4  | 0 | 0 | 0 | 36  |
| 2003–2004                    | Trois-Rivières Vikings           | LHSMQ                        | 3   | 0  | 0  | 0  | 17  | —  | — | — | — | —   |
| 2003–2004                    | Rivière-du-Loup Promutuel        | LHSMQ                        | 16  | 0  | 1  | 1  | 194 | —  | — | — | — | —   |
| 2003–2004                    | Saint-Jean-sur-Richelieu Mission | LHSMQ                        | 13  | 1  | 0  | 1  | 99  | 12 | 0 | 1 | 1 | 51  |
| 2004–2005                    | Thetford Mines Prolab            | LNAH                         | 22  | 0  | 2  | 2  | 117 | —  | — | — | — | —   |
| NHL Összesített              | NHL Összesített                  | NHL Összesített              | 65  | 6  | 8  | 14 | 412 | —  | — | — | — | —   |
| IHL Összesített              | IHL Összesített                  | IHL Összesített              | 130 | 9  | 31 | 40 | 783 | 14 | 2 | 2 | 4 | 115 |
| LNAH/LHSMQ/LHSPQ Összesített | LNAH/LHSMQ/LHSPQ Összesített     | LNAH/LHSMQ/LHSPQ Összesített | 124 | 3  | 6  | 9  | 903 | 21 | 1 | 3 | 4 | 137 |
| ECHL Összesített             | ECHL Összesített                 | ECHL Összesített             | 28  | 2  | 1  | 3  | 273 | —  | — | — | — | —   |
| WHL Összesített              | WHL Összesített                  | WHL Összesített              | 103 | 11 | 27 | 38 | 365 | 10 | 2 | 2 | 4 | 70  |